# 二宮神社 (三宅村)
二宮神社（にのみやじんじゃ）は、東京都三宅村（三宅島）にある神社。
三宅島南東の港・坪田(つぼた)漁港の目前に鎮座している。
伊波乃比咩命神社（いわのひめのみことじんじゃ）を中心に式内社数社、その他周辺小社が数多く合祀されている。
三宅島内にある事代主神（三島大明神）の后を祀る3つの神社の内の1つ。

## 歴史
中心となっている伊波乃比咩命神社は、元は現在地の北方山中（現・伊波耶観音神社 (坪田観音)）にあり、その後、鎌倉初期に現在地の南西・大路池南方（小倉山、鳥居現存）に遷座し、その後、昭和29年（1954年）に現在地に鎮座していた天神信仰の菅原神社に周辺神社を集約して合祀し、二宮神社と改名した。
二宮神社の名の由来は、祭神が箱根三姉妹の次女だからとも解釈できるが、公式には祭神が伴っていたと伝承される次男王子に由来すると説明されている。

## 祭神
- 伊波乃比咩命（いわのひめのみこと） - 事代主神（三島大明神）の后神の一柱。

『三宅記』の神話によると、三宅島の神社に祀られている三島大明神（事代主神）の三姉妹の后は、箱根芦ノ湖周辺に住んでいた翁媼（老夫婦）の娘たちを、龍神（大蛇）から救って三宅島に迎えたものであり、長女が后神社に祀られている伊賀牟比売命、次女が二宮神社に祀られている伊波乃比咩命、三女が御笏神社に祀られている佐伎多麻比咩命とされる。